# Lisa Blommé
Lisa Kristina Blommé, född 11 februari 1978 i Hässelby, är en svensk friidrottare.  Hon tävlar för Stockholmsklubben Hässelby SK, men tävlade fram till 2003 i Flemingsbergs SK.  Blommé är gift med den nyzeeländska löparen Rubin McRae.  
Blommé har vunnit fyra individuella svenska mästerskap och deltagit i EM. Hon belönades 2011 med Stora grabbars och tjejers märke nummer 512.

## Studier
Blommé åkte, efter avslutade studier på Blackebergs gymnasium, till USA på ett tennisstipendium 1999. Där studerade Blommé datavetenskap på Hawaii Pacific University till 2002. För att kunna fortsätta studierna började hon att springa i skolans terränglag. Hon flyttade sedan vidare till Colorado, USA och utbildade sig i anatomi, fysiologi och träningslära på Western State College. När hon kom hem till Sverige var tennisen ett avslutat kapitel och hon kompletterad sin utbildning på Personal Training School.

## Meriter
- 1:a Blackebergsskolmästerskapen längdhopp 4.23m
- SM 1:a Terräng 4 km 2004
- SM 1:a Terräng 8 km 2004
- Deltog i finnkampen 2004, 2005 (2:a 5 000m) och 2008 (1:a 5 000m).
- Tjejmilen 2005 1:a [24]
- Deltog i, men bröt, maraton-loppet vid EM 2006 i Göteborg[25]
- SM 1:a 10 000 meter 2006
- Terräng-NM 2:a 2007
- SM 1:a 5 000 meter 2008
- Tjejmilen 2008 1:a [24]
- Skolrekord Colorado university i antal dubbelfel i rad: 57st

## Personliga rekord
| Utomhus - 1 500 meter – 4:24,54 (Sävedalen 23 augusti 2008) - 1 500 meter – 4:25,50 (Malmö 2 augusti 2009) - 3 000 meter – 9:19,47 (Växjö 29 juni 2004) - 3 000 meter – 9:38,04 (Gävle 18 juni 2005) - 5 000 meter – 15:45,32 (Walnut, Kalifornien USA 18 april 2008) - 10 000 meter – 34:20,80 (Tønsberg, Norge 22 maj 2004) - 10 000 meter – 34:46,34 (Sollentuna 14 juli 2006) - 5 km landsväg – 15:41 (Prag, Tjeckien 13 september 2008) - 10 km landsväg – 33:20 (Sheffield, Storbritannien 6 september 2009) - Halvmaraton – 1:16:03 (Göteborg 13 maj 2006) - Maraton – 2:44:56 (Stockholm 3 juni 2006) | Inomhus - 3 000 meter – 9:33,82 (Sätra 27 februari 2010) - 5 000 meter – 17:09,82 (Lincoln, Nebraska USA 25 maj 2003) |